# Ксименес, Этторе
Этторе Ксименес (итал. Ettore Ximenes; 11 апреля 1855, Палермо — 20 декабря 1926, Рим) — итальянский скульптор, создатель многочисленных памятников в Старом и Новом Свете, в том числе в России: в Киеве Александру II (1911) и Петру Столыпину (1913) и в Кишинёве — Александру I (1914).

## Биография
С 1868 по 1871 год учился в Академии художеств в Палермо. С 1872 по 1874 год учился в Академии художеств в Неаполе под эгидой Доменико Морелли и Станислао Листа. Последующие годы провёл во Флоренции, где изучал скульптуру эпохи Возрождения и где сформировалась его приверженность эклектике. В 1880 году переехал в Париж, где познакомился с Огюстом Роденом и Жан-Батистом Карпо. После возвращения в Италию в жизни Ксименеса начался необычайно продуктивный творческий период. С 1884 по 1895 год управлял Государственным институтом искусств в Урбино.
Стиль Ксименеса отличается реализмом, также заметно влияние итальянского неоренессанса конца XIX века. Работы Ксименеса были установлены в Нью-Йорке, Буэнос-Айресе, Милане, Киеве и Сан-Паулу. В Киеве, он в частности являлся автором двух несохранившихся памятников — Александру II (1911) и Петру Столыпину (1913). Также был построен Памятник Петру Столыпину (1913) в Симбирске.
На Всемирной выставке 1878 года произведению Ксименеса L’Equilibrio («равновесие») была присуждена золотая медаль.